# Ciglenica (Popovača)
Ciglenica (1971-ig Ciglenica Mikleuška) falu Horvátországban, Sziszek-Monoszló megyében. Közigazgatásilag Popovača községhez tartozik.

## Fekvése
Monoszló területén, Sziszek városától légvonalban 27, közúton 33 km-re északkeletre, községközpontjától légvonalban 8, közúton 11 km-re délkeletre a Monoszlói-hegység délnyugati lejtőin, a Gračenica-patak partján fekszik.

## Története
A település lakosságát csak 1931-óta számlálják önállóan, egészen 1971-ig „Ciglenica Mikleuška” néven szerepelt. 1973-ban vált külön a szomszédos Mikleuškától. 1991. június 25-én a független Horvátország része lett. A településnek 2011-ben 134 lakosa volt.

## Népesség
| Lakosság változása | Lakosság változása | Lakosság változása | Lakosság változása | Lakosság változása | Lakosság változása | Lakosság változása | Lakosság változása | Lakosság változása | Lakosság változása | Lakosság változása | Lakosság változása | Lakosság változása | Lakosság változása | Lakosság változása | Lakosság változása |
| ------------------ | ------------------ | ------------------ | ------------------ | ------------------ | ------------------ | ------------------ | ------------------ | ------------------ | ------------------ | ------------------ | ------------------ | ------------------ | ------------------ | ------------------ | ------------------ |
| 1857               | 1869               | 1880               | 1890               | 1900               | 1910               | 1921               | 1931               | 1948               | 1953               | 1961               | 1971               | 1981               | 1991               | 2001               | 2011               |
| 0                  | 0                  | 0                  | 0                  | 0                  | 0                  | 0                  | 213                | 118                | 217                | 192                | 238                | 168                | 142                | 165                | 134                |

## Nevezetességei
A falutól keletre emelkedő magaslaton a „Zidine” nevű helyen alapfalakat találtak. A hely stratégiai helyzete alapján a szakemberek arra következtettek, hogy itt egy a 15. század végén, vagy a 16. század elején épített erődítmény jellegű objektum állt. Az erőd a török ellen épülhetett és a 16. század török háborúiban pusztulhatott el. Története és sorsa ismeretlen.